# Pumpuang Duangjan
Pumpuang Duangjan (tailandés: พุ่มพวง ดวงจันทร์; rtgs: Phumphuang Duangchan), también conocida por el apodo pueng (en tailandés: ผึ้ง: ผึ้ง; rtgs: Phueng; "Abeja") (Suphanburi, 4 de agosto de 1961-13 de junio de 1992) fue una megaestrella tailandesa (en tailandés: พุ่มพวง ดวงจันทร์ megastar) Ella era el símbolo de la cultura de las canciones tailandesas. Fue la cantante, actriz pionera de la música electrónica Luk Thung. Es considerada una de las más importantes vocalistas de Luk thung de Tailandia.

## Biografía
Hija de labradores pobres, Pumpuang sólo tuvo dos años de educación primaria antes de que la difícil situación de su familia la obligara a trabajar en los campos como cortadora de caña de azúcar. A pesar de ser analfabeta, era experta en memorizar letras y participó en muchas competiciones locales de canto. A los 15 años, conoce una banda visitante Waiphot Phetsuphan, y desde finales de la década de 1970 su fama se disparó.
Hoy se la recuerda por sus potentes letras, que hablaban de los pobres de las zonas rurales de Tailandia. Adaptó la pleng luk thung (música country tailandesa) a una forma música lista para bailar conocida como electronic luk thung. A pesar de que encantaba a millones de seguidores, su carrera musical se vio truncada por sus amantes, managers, y promotores, quienes la privaron de sus ingresos, hasta el punto de que no pudo pagar el tratamiento a su enfermedad autoinmune de la sangre (lupus) que finalmente le causó la muerte a los 30 años de edad.

## Discografía

### Álbumes
- 1983 - #el @Grasshopper Liga un Lazo (ตั๊กแตนผูกโบว์)
- 1985 - Aue Hue Lor Jang (อื้อฮือหล่อจัง)
- 1986 - Colgar Noi Thoi Nid (ห่างหน่อยถอยนิด)
- Marigold Estrellas Sprinkle  (ดาวเรืองดาวโรย)
- Avergonzado de Luz de Neón  (อายแสงนีออน)
- Cantante de campo (นักร้องบ้านนอก)
- Lección cara (บทเรียนราคาแพง)
- Novio viudo (หม้ายขันหมาก)
- Ensalada de Papaya verde (Som-tum) (ส้มตำ)
- Upcountry Canción de amor (เพลงรักบ้านทุ่ง)

## Filmografía

### Películas
- 1984 - Nun (ชี)
- 1984 - Señora Leche de Coco Fresco (นางสาวกะทิสด)
- 1984 -  sentimos Amor (ขอโทษที ที่รัก)
- 1984 - King Cobra Emergido (จงอางผงาด)
- 1985 - Encantar Hoow Es (ที่รัก เธออยู่ไหน)
- 1986 - Hombre armado Nuevo (มือปืนคนใหม่)
- 1987 - Cantante Encantador (เสน่ห์นักร้อง)
- 1987 - Amor Cautivo (เชลยรัก)
- Amor de 1987 Músicas Pistola de Canción (เพลงรัก เพลงปืน)
- Reino de 1988 Diamantes (เพชรพยัคฆราช)